# Wowowin
Wowowin est une émission de télévision philippine, présentée par Willie Revillame. Elle est diffusée depuis le 10 mai 2015 sur le réseau GMA Network.

## Présentateurs

### Principal
- Willie Revillame

### Co-présentateurs
- Janelle Lazo Tee (2015-présent)
- Yvette Corral (2015-présent)
- Chokla Gaston (2015-présent)
- Donita Nose (2015-présent)
- Jeff Vazquez (2015-présent)
- Ariella Arida (2016-présent)
- Bentong Brotamante (2016-présent)

### Anciens co-présentateurs
- Kylie Padilla (2015)
- Wynwyn Marquez (2015)
- Thea Tolentino (2015)
- Arianne Bautista (2015-2016)
- Denise Barbacena (2015-2016)
- Gabbi Garcia (2015-2016)
- Rhian Ramos (2016)
- Rosette (2016)

### Featuring
- Wowowin Girls
- Wowowin Ladies
- DJ Leonardo